# Spiel ohne Grenzen
Spiel ohne Grenzen war eine in den 1960er- und 1970er-Jahren beliebte Spielshow und neben dem Grand Prix Eurovision de la Chanson die einzige wiederkehrende sprachübergreifende Unterhaltungssendung (international unter dem Titel Jeux sans frontières, Games without frontiers, Giochi senza frontiere, Spel zonder grenzen oder It’s A Knockout). Bei dieser in Deutschland vom Westdeutschen Rundfunk live ausgestrahlten Sendung traten ausgewählte Städte mit ihren Mannschaften im nationalen Vergleich und danach im internationalen Vergleich bei diversen, auch sportlich herausfordernden Geschicklichkeitsspielen gegeneinander an.
Jedes teilnehmende Land veranstaltete pro Jahr einen Wettbewerb, welcher dann (auch in zahlreichen weiteren Ländern) im Fernsehen direkt übertragen wurde. Wechselnde Spielorte waren Städte mit einer Arena oder theaterähnlicher Kulisse im Freien. Die Austragungen fanden meistens an einem Mittwochabend in den Sommermonaten statt. Am Ende der Saison gab es ein Finale der besten Mannschaften. Deutschland konnte dieses sechsmal gewinnen (1966–1969, 1976, 1977), Portugal folgt mit fünf Siegen.
Heutzutage werden ähnliche Spiele gelegentlich auf Dorffesten gespielt, dabei treten oft Vereine, Firmen oder Straßen gegeneinander an.

## Geschichte

### Originalsendung
Entstanden war die Idee in Frankreich, wo das Spiel zunächst auf nationaler Ebene unter dem Namen Intervilles gespielt wurde. Der Wettbewerb entwickelte sich im Fernsehen zu einem Straßenfeger. An der ersten internationalen Sendung nahmen am 26. Mai 1965 vier Nationen teil. Spiel ohne Grenzen wurde von dem italienischen Staatssender RAI organisiert. Die Sendung hieß international Jeux sans frontières oder It’s A Knockout. Der WDR und somit Deutschland stieg 1980 aus der Veranstaltung aus. 1982 lief die letzte Sendung der ersten Auflage. Sechs Jahre später wurde Jeux Sans Frontières „wiederbelebt“. Im Jahre 1999 wurde sie schließlich wegen Sparmaßnahmen nach 30 Sendungen von der Europäischen Rundfunkunion (EBU) abgesetzt.
Die EBU hatte im Sommer 2006 angekündigt, dass Jeux sans frontières ab Sommer 2007 wieder ausgestrahlt würde, von der Idee wurde im Mai 2007 aus finanziellen Gründen Abstand genommen.
In Deutschland wurde die erste Sendung von Arnim Dahl moderiert. Camillo Felgen wirkte zunächst nur als Dolmetscher mit, moderierte danach aber als Hauptmoderator 125 Sendungen von 1965 bis 1973 mit Frank Elstner als Co-Moderator. Weitere Moderatoren bis 1980 waren Erhard Keller mit über 100 Sendungen ab 1974 und unter anderem Manfred Erdenberger und Heribert Faßbender. Schiedsrichter der nationalen Vorausscheidungen waren in unregelmäßigem Wechsel Hans Ebersberger und Gerd Siepe, die auch für die Verkündung der gestoppten Zeiten sowie der Spielstände zuständig waren.
In der Schweiz wurde Spiel ohne Grenzen bis Ende 1982 jeweils von allen drei TV-Landesketten direkt übertragen, die deutschsprachige Ausgabe im Schweizer Fernsehen, welche zudem am Samstagnachmittag wiederholt wurde, kommentierte während fast zwanzig Jahren der populäre Jan Hiermeyer, für die französischsprachige Region der Romandie (Télévision Suisse Romande) war Georges Kleinmann, für die italienischsprachige Schweiz (Radiotelevisione svizzera di lingua italiana) Ezio Guidi im Einsatz.
In Österreich wurde Spiel ohne Grenzen nicht übertragen und war entsprechend wenig bekannt.
Schiedsrichter der internationalen Ausgaben der Originalserie bis einschließlich 1982 waren die beiden früheren Schweizer Eishockey-Schiedsrichter Guido Pancaldi und Gennaro Olivieri.

### Nachfolgesendungen (Deutschland)

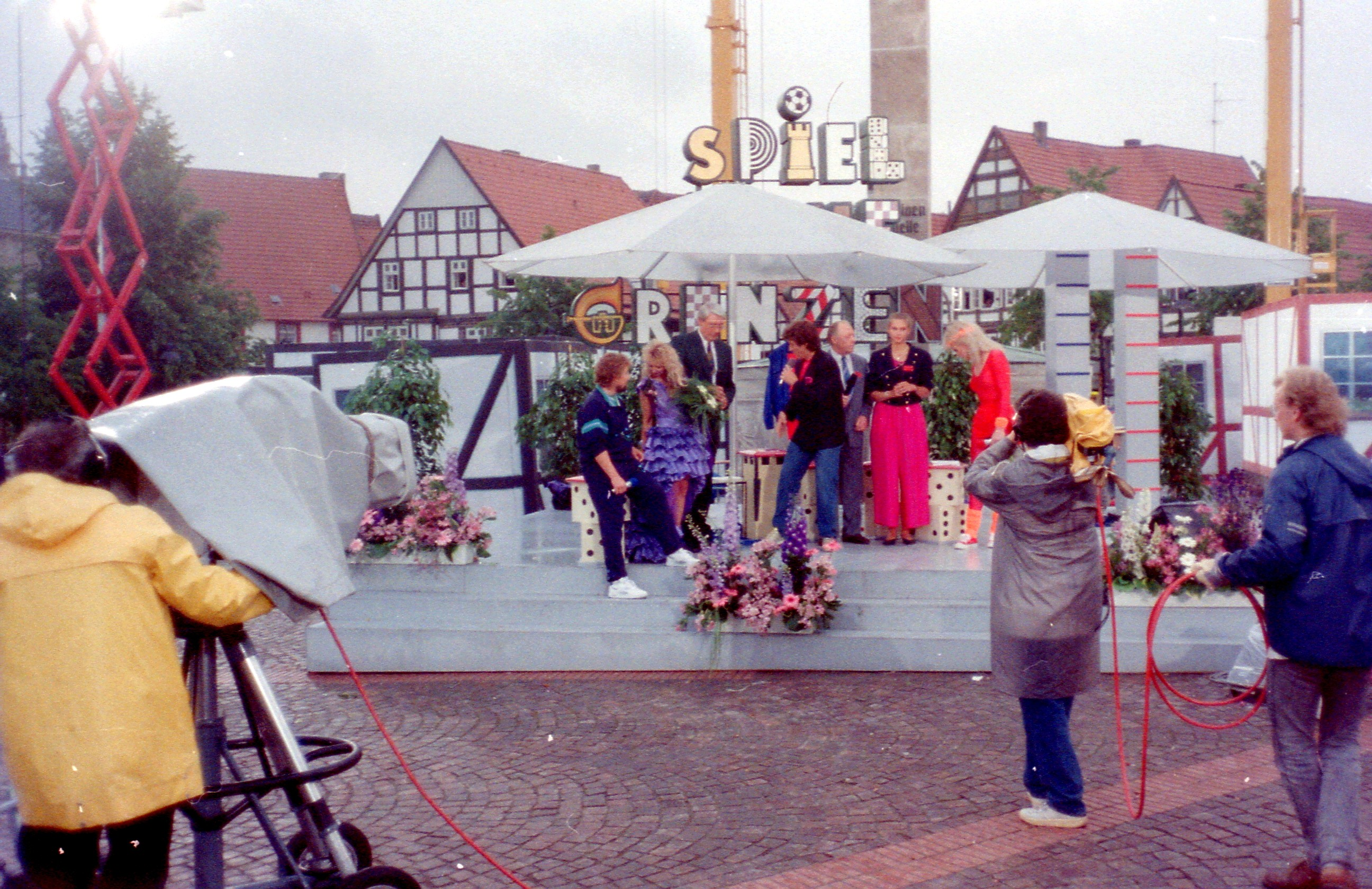
1. Juli 1989: Die erste von vier Sendungen in Bad Salzuflen mit von links Jürgen von der Lippe (Wettpate Salzufler Team), Anne Eikmeier (Deutsche Blumenfee 1989, Bad Salzuflen), Heinz-Wilhelm Quentmeier (Bad Salzufler Bürgermeister), Michael Schanze (Moderator), Heinrich Wittmann (Ankumer Bürgermeister), Anne Meyer zu Starten (Ankum), Mary (von 'Mary & Gordy', Wettpate Ankumer Team)

1989 gab es eine kurzlebige Neuauflage, die von Michael Schanze moderiert wurde, jedoch nicht an den Erfolg des Originals anknüpfen konnte. Als Schiedsrichter waren unter anderem der Eisschnellläufer Erhard Keller, die Eishockeyschiedsrichterin Nicole Kompalla und der Fußball-Bundesliga-Schiedsrichter Walter Eschweiler im Einsatz. Nach nur vier Sendungen in Bad Salzuflen (gegen Ankum), Münsing (gegen Recklinghausen), Leer (gegen Remscheid) und dem Finale in Xanten wurde das Format eingestellt.
In ähnlicher Form lebte das Spiel im ersten Programm der ARD im Jahr 2003 – wenn auch nur national, übertragen aus dem Europapark Rust, wieder auf. Deutschland Champions wurde im Jahr 2004 als Wettbewerb der 16 deutschen Bundesländer mit prominenter Beteiligung ein zweites Mal veranstaltet. Moderatoren waren Gerd Rubenbauer, Sabrina Staubitz und Alexander Mazza. Ab 2005 wurden keine weiteren Sendungen übertragen.

## Spielprinzip
In der ersten national ausgetragenen Stufe kämpften pro Jahr acht nationale Städtemannschaften (jeweils 25 Teilnehmer und drei Reservespieler) in vier jeweils Samstag Nachmittag ausgestrahlten Wettbewerben gegeneinander, um sich international zu qualifizieren. Die Spiele waren eine Mischung aus sportlicher und geschicklicher Herausforderung. So mussten die Teilnehmer zum Beispiel Gegenstände – häufig Behälter, in denen Wasser transportiert wurde – über (durch Schmierseife) rutschige, sich bisweilen auch bewegende Flächen zu einem Zielpunkt bringen, wobei meistens Mitglieder der gegnerischen Mannschaft versuchten, sie daran zu hindern. Pro gewonnenem Spiel gab es zwei Punkte; für ein Spiel konnte von jeder Mannschaft vorab ein Joker gesetzt werden, der bei einem Sieg vier Punkte einbrachte. Das letzte Spiel wurde punktemäßig doppelt gezählt. Die siegreiche nationale Mannschaft qualifizierte sich dann für jeweils einen internationalen Vergleich.
Die zweite, nun internationale Finalrunde fand jeweils Mittwochabend abwechselnd in den am Wettbewerb teilnehmenden Ländern statt (neben Deutschland waren dies regelmäßig Belgien, Großbritannien, Frankreich, Italien, Niederlande, Schweiz, später auch Portugal und Jugoslawien). Diese Wettbewerbe wurden im Rahmen der Eurovision ebenfalls live übertragen.
Die nationalen Mannschaften, die das beste Ergebnis in der zweiten Runde der internationalen Ausscheidungen erzielt hatten, durften dann zu einer internationalen Endausscheidung (Finale) reisen.

## Teilnehmer
Zwischen 1965 und 1999 nahmen 20 Länder an 30 Jeux-Sans-Frontières-Ausgaben teil (wenn man Wales, obwohl Bestandteil des Vereinigten Königreiches, Tschechien als ehemaligen Teil der Tschechoslowakei und Slowenien als ehemaligen Teil von Jugoslawien einzeln berücksichtigt):
| Land                   | Jahre der Teilnahme                            | Ausgaben         | Siege |
| ---------------------- | ---------------------------------------------- | ---------------- | ----- |
| Italien                | 1965–1982, 1988–1999                           | 30               | 4     |
| Frankreich             | 1965–1968, 1970–1982, 1988–1992, 1997–1999     | 25               | 3     |
| Schweiz                | 1967–1982, 1992–1999                           | 24               | 2     |
| Belgien                | 1965–1982, 1988–1989                           | 20               | 2     |
| Deutschland            | 1965–1980                                      | 16               | 6     |
| Vereinigtes Königreich | 1967–1982 (1991–1994: nur Wales)               | 16               | 4     |
| Portugal               | 1979–1982, 1988–1998                           | 15               | 5     |
| Niederlande            | 1970–1977, 1997–1998                           | 10               | 0     |
| Griechenland           | 1993–1999                                      | 7                | 0     |
| Ungarn                 | 1993–1999                                      | 7                | 3     |
| Jugoslawien            | 1978–1982, 1990                                | 6                | 0     |
| Spanien                | 1988, 1990–1992                                | 4                | 1     |
| Wales                  | 1991–1994                                      | 4                | 0     |
| Slowenien              | 1994, 1996–1997, 1999 (früher als Jugoslawien) | 4                | 0     |
| San Marino             | 1989–1991                                      | 3                | 0     |
| Tschechien             | 1993–1995                                      | 3                | 2     |
| Malta                  | 1994–1995                                      | 2                | 0     |
| Liechtenstein          | 1976                                           | 1 (eine Sendung) | 0     |
| Tschechoslowakei       | 1992                                           | 1                | 1     |
| Tunesien               | 1992                                           | 1                | 0     |

## Finalturniere
Hier ist die Auflistung aller Finalturniere der ersten Staffel von 1965 bis 1982.
| Jahr | Gastgeber                      | Finalturnier         | Finalturnier | Finalturnier             | Finalturnier | Finalturnier                 | Finalturnier | Finalturnier                   | Finalturnier | Finalturnier      | Finalturnier | Finalturnier        | Finalturnier | Finalturnier      | Finalturnier | Finalturnier   | Finalturnier |
| Jahr | Gastgeber                      | 1. Platz             | Pkt          | 2. Platz                 | Pkt          | 3. Platz                     | Pkt          | 4. Platz                       | Pkt          | 5. Platz          | Pkt          | 6. Platz            | Pkt          | 7. Platz          | Pkt          | 8. Platz       | Pkt          |
| ---- | ------------------------------ | -------------------- | ------------ | ------------------------ | ------------ | ---------------------------- | ------------ | ------------------------------ | ------------ | ----------------- | ------------ | ------------------- | ------------ | ----------------- | ------------ | -------------- | ------------ |
| 1965 | Ciney B Saint-Amand-les-Eaux F | Ciney Saint Amand    | 11           | - - -                    |              | Warendorf Orvieto            |              | - - -                          |              | - - -             |              | - - -               |              | - - -             |              | - - -          |              |
| 1966 | Eichstätt D Jambes B           | Eichstätt            | 7            | Jambes                   | 5            | - - -                        |              | - - -                          |              | - - -             |              | - - -               |              | - - -             |              | ---            |              |
| 1967 | Bardenberg D                   | Bardenberg           | 49           | Nogent-sur-Marne         | 36           | Cheltenham Montecatini Terme | 35           | - - -                          |              | Martigny          | 32           | Ath                 | 27           | - - -             |              | - - -          |              |
| 1968 | Brüssel B                      | Osterholz-Scharmbeck | 41           | Stans                    | 39           | Vannes                       | 33           | Worthing                       | 32           | Bressoux          | 27           | Terracina           | 24           | - - -             |              | - - -          |              |
| 1969 | Blackpool GB                   | Wolfsburg Shrewsbury | 32           | - - -                    |              | Brügge                       | 31           | Adria                          | 26           | Martigny          | 24           | - - -               |              | - - -             |              | - - -          |              |
| 1970 | Verona I                       | Como                 | 44           | Alphen aan den Rijn      | 42           | Radevormwald                 | 37           | Verviers                       | 31           | Great Yarmouth    | 30           | Aix-les-Bains       | 26           | Vevey             | 25           | - - -          |              |
| 1971 | Essen D                        | Blackpool            | 45           | Alphen aan den Rijn      | 38           | Willisau                     | 36           | Riccione Offenburg             | 35           | - - -             |              | Ostende             | 28           | Le Mans           | 27           | - - -          |              |
| 1972 | Lausanne CH                    | La Chaux-de-Fonds    | 42           | Città di Castello Venray | 38           | - - -                        |              | Anglet Salisbury               | 36           | - - -             |              | Westerland          | 35           | Leuven            | 25           | - - -          |              |
| 1973 | Paris F                        | Ely                  | 43           | Marburg                  | 41           | Chartres                     | 39           | Senigallia                     | 36           | Ypern             | 32           | Châtillon           | 26           | Heusden           | 24           | - - -          |              |
| 1974 | Leiden NL                      | Muotathal            | 40           | Marostica                | 39           | Nancy                        | 38           | Rosenheim                      | 36           | Vilvoorde Farnham | 30           | - - -               |              | Zandvoort         | 25           | - - -          |              |
| 1975 | Ypern B                        | Nancy                | 45           | Riccione                 | 40           | Knokke-Heist                 | 34           | Bietigheim-Bissingen Steenwijk | 32           | - - -             |              | Swansea             | 30           | Faido             | 23           | - - -          |              |
| 1976 | Blackpool GB                   | Ettlingen            | 52           | La Neuveville            | 41           | Geel                         | 40           | Arbois                         | 33           | Newbury           | 27           | Hilvarenbeek        | 21           | Jesolo            | 18           | - - -          |              |
| 1977 | Ludwigsburg D                  | Schliersee           | 47           | Uccle                    | 36           | Olivone                      | 35           | Bourgoin-Jallieu Oldham        | 32           | - - -             |              | Nieuwegein          | 31           | Marina di Carrara | 27           | - - -          |              |
| 1978 | Montecatini Terme I            | Abano Terme          | 43           | Sandwell                 | 41           | Fontainebleau                | 36           | Arosa Kragujevac               | 31           | - - -             |              | Willebroek          | 28           | Sobernheim        | 25           | - - -          |              |
| 1979 | Bordeaux F                     | Bar-le-Duc           | 50           | Zrenjanin                | 43           | Lierde                       | 40           | Ascona                         | 37           | Chioggia          | 33           | Bonn Bury           | 30           | - - -             |              | Braga          | 27           |
| 1980 | Namur B                        | Vilamoura            | 44           | Rhuddlan                 | 41           | Merksem                      | 39           | Todtnau                        | 37           | Annecy            | 36           | Meiringen-Hasliberg | 34           | Portoroz          | 32           | Martina Franca | 29           |
| 1981 | Belgrad YU                     | Dartmouth Lissabon   | 38           | - - -                    |              | Pula                         | 36           | Lignano Sabbiadoro             | 33           | Ittigen           | 26           | Issy-les-Moulineaux | 24           | Lessines          | 19           | - - -          |              |
| 1982 | Urbino I                       | Rochefort            | 45           | Versoix                  | 38           | Madeira                      | 35           | La Maddalena                   | 33           | Charnwood         | 30           | Čačak               | 28           | Foix              | 24           | - - -          |              |

Die zweite Staffel wurde am 25. Mai 1988 gestartet. 1999 war dann endgültig Schluss.
| Jahr | Gastgeber         | Final Turnier  | Final Turnier | Final Turnier            | Final Turnier | Final Turnier     | Final Turnier | Final Turnier             | Final Turnier | Final Turnier         | Final Turnier | Final Turnier     | Final Turnier | Final Turnier | Final Turnier | Final Turnier    | Final Turnier |
| Jahr | Gastgeber         | 1. Platz       | Pkt           | 2. Platz                 | Pkt           | 3. Platz          | Pkt           | 4. Platz                  | Pkt           | 5. Platz              | Pkt           | 6. Platz          | Pkt           | 7. Platz      | Pkt           | 8. Platz         | Pkt           |
| ---- | ----------------- | -------------- | ------------- | ------------------------ | ------------- | ----------------- | ------------- | ------------------------- | ------------- | --------------------- | ------------- | ----------------- | ------------- | ------------- | ------------- | ---------------- | ------------- |
| 1988 | Bellagio I        | Madeira        | 49            | Profondeville Sevilla    | 47            | - - -             |               | Les Saisies               | 46            | Aosta                 | 36            | - - -             |               | - - -         |               | - - -            |               |
| 1989 | Madeira P         | Azoren         | 54            | Monte Argentario         | 49            | Nizza             | 47            | Marche-en-Famenne Faetano | 41            | - - -                 |               | - - -             |               | - - -         |               | - - -            |               |
| 1990 | Vrnjačka Banja YU | Jaca           | 50            | Bor                      | 49            | Treviso           | 45            | Toulouse                  | 44            | Azoren                | 43            | Faetano           | 26            | - - -         |               | - - -            |               |
| 1991 | Saint-Vincent I   | Vigevano       | 52            | Leiria                   | 48            | Megève            | 46            | Serravalle                | 37            | Madrid                | 29            | Llanberis         | 24            | - - -         |               | - - -            |               |
| 1992 | Ponta Delgada P   | Třebíč         | 64            | Breuil-Cervinia Lissabon | 57            | - - -             |               | La Côte Le Havre          | 49            | - - -                 |               | Palma de Mallorca | 47            | Cwm Mawr      | 40            | Nabeul           | 34            |
| 1993 | Karlovy Vary CZ   | Kecskemét      | 56            | Šumperk                  | 50            | Le Bouveret       | 48            | Poros                     | 42            | Llantrisant           | 40            | Cogne             | 36            | Santarém      | 24            | - - -            |               |
| 1994 | Cardiff GB        | Česká Třebová  | 90            | Wrexham                  | 89            | Olivone           | 74            | Aosta                     | 66            | Poros                 | 65            | Bled              | 61            | Pécs          | 56            | Setúbal Valletta | 52            |
| 1995 | Budapest H        | Brno           | 72            | Eger                     | 63            | Vallemaggia       | 58            | Felgueiras                | 52            | Rhodos                | 42            | Fgura             | 40            | Lanusei       | 39            | - - -            |               |
| 1996 | Stupinigi I       | Kecskemét      | 54            | Lamego                   | 51            | Gran San Bernardo | 50            | Novo Mesto                | 42            | Malvaglia             | 34            | Kalymnos          | 32            | - - -         |               | - - -            |               |
| 1997 | Lissabon PO       | Amadora        | 68            | Val di Sole              | 66            | Schattdorf        | 65            | Gyöngyös                  | 64            | Heerlen               | 63            | Xanthi            | 40            | Šentjernej    | 38            | La Clusaz        | 34            |
| 1998 | Trient I          | Százhalombatta | 79            | Komotini                 | 74            | Vlieland          | 67            | Val Poschiavo             | 66            | Val Gardena La Clusaz | 61            | - - -             |               | Peniche       | 54            | - - -            |               |
| 1999 | Le Castella I     | Bozen          | 48            | Patras                   | 47            | Budapest          | 45            | Maribor                   | 41            | Martigues             | 40            | Chiasso           | 36            | - - -         |               | - - -            |               |

## Rezeption
Im Jahr 1980 hatte der englische Singer-Songwriter und Rock-Musiker Peter Gabriel mit Games Without Frontiers, einem Song, der im Titel auf die Show anspielt, seinen bis dahin größten Solo-Hit. Der englische Titel der Show bei der  BBC It's a Knockout wird im Text des Liedes ebenfalls mehrfach wiederholt. Neben der englischen Version hatte Peter Gabriel auch eine deutsche Version unter dem Namen Spiel ohne Grenzen produziert, deren Text von dem Liedtexter Horst Königstein auf Deutsch übertragen worden war. Der Refrain des Liedes Jeux sans frontières wird auf Französisch jeweils von Kate Bush gesungen.
Joachim Fuchsberger führte in der Talkshow Anne Will die Spielkategorien auf psychologische Therapieansätze zur Entspannung einer „gestörten Nation“ des Nachkriegsdeutschlands zurück. Lutz Dammbeck griff die Aussage in seinem 2015 erschienenen Essayfilm Overgames auf und ordnet das Spiel ohne Grenzen in eine Tradition der Reeducation-Maßnahmen ein.